# Euphorbia makinoi
Euphorbia makinoi är en törelväxtart som beskrevs av Bunzo Hayata. Euphorbia makinoi ingår i släktet törlar, och familjen törelväxter. Inga underarter finns listade i Catalogue of Life.